# Miednoje
Miednoje (ros. Медное) – wieś w Rosji, w obwodzie twerskim, w rejonie kalinińskim, około 200 km na północny zachód od Moskwy, były ośrodek wypoczynkowy NKWD.

## Historia

### Miejsce pochówku ofiar zbrodni NKWD
Od 1937 roku w pobliskich lasach pochowano ponad 12 tysięcy rozstrzelanych, z czego ok. połowę stanowią obywatele Polski. Wiosną 1940 roku w Miednoje pogrzebano zamordowanych przez radziecką policję polityczną NKWD oficerów Wojska Polskiego, funkcjonariuszy służb mundurowych – policjantów, pograniczników, funkcjonariuszy służby więziennej i straży pożarnej – a także pracowników sądownictwa i urzędników państwowych, łącznie około 6,3 tysiąca osób (część zbrodni katyńskiej). W Miednoje spoczywa 169
funkcjonariuszy, którzy służyli m.in. na terenie XII Okręgu Policji Państwowej (Pomorskiego) z siedzibą w Toruniu w okresie dwudziestolecia międzywojennego oraz łódzcy policjanci (np. z-ca komendanta PP w Łodzi – Józef Lewandowski).
Ofiary zbrodni zostały uwięzione po agresji ZSRR na Polskę w dniu 17 września 1939 roku przez NKWD i przetrzymywane pierwotnie w obozie jenieckim w Ostaszkowie. Od 5 kwietnia do 14 maja 1940 roku więźniowie byli systematycznie mordowani strzałem w tył głowy w pomieszczeniach piwnicznych wewnętrznego więzienia Obwodowego Zarządu NKWD w Kalininie (obecnie Twer) przy ul. Sowieckiej 6. Egzekucjami kierował i osobiście w nich uczestniczył główny kat NKWD, Wasilij Błochin; współdziałali z nim Michaił Kriwienko i Nikołaj Siniegubow. Funkcjonariuszom NKWD, którzy dokonywali rozstrzeliwań, wydawano alkohol i przyznawano nagrody pieniężne. Zwłoki były następnie wywożone ciężarówkami i wrzucane do masowych dołów koło miejscowości Miednoje w odległości ok. 32 km od miasta. Przez lata nie wolno było wspominać masakry pod karą śmierci.
Według zestawienia z dnia 25 maja 1940 roku komendanta obozu w Ostaszkowie, mjr. Pawła Borisowca, do Kalinina wysłano 6288 jeńców (do obozu juchnowskiego przewieziono 112 osób).

### Zeznania Dmitrija Tokariewa
W 1940 roku naczelnikiem Obwodowego Zarządu NKWD w Kalininie był Dmitrij Tokariew. W 1991 roku Tokariew, emerytowany generał sowieckich służb specjalnych (obecnie nieżyjący), złożył zeznania przed rosyjskim prokuratorem ppłk. Anatolijem Jabłokowem. Oto fragmenty: 

Odpowiedzialni pracownicy przybyli z Moskwy do kierowania tą operacją, a między nimi byli: starszy major bezpieczeństwa państwowego Nikołaj Siniegubow – były szef Głównego Zarządu Obsługi Zarządu Kolejowego – następnie Błochin, komendant NKWD ZSRR oraz kombrig Krywienko – dowódca Głównego Zarządu Wojsk Konwojowych. [...] Wymienieni przeze mnie Błochin, Siniegublow i Krywienko mieszkali w wagonie-salonce, który stał na stacji, na ślepym torze. [...] Łącznie około 30 osób uczestniczyło w rozstrzeliwaniach. [...] Sam Błochin brał udział. [...] Rozstrzeliwanie było wykonywane przez kierowców i zwierzchnictwo. [...] Technologia była wypracowana przez Błochina, tak, i komendanta naszego Zarządu NKWD Rubanowa. Obili oni wojłokiem drzwi wychodzące na korytarz, by nie było słychać strzałów w celach. Następnie wyprowadzali skazanych – tak będziemy mówić – przez korytarz, skręcali w lewo, gdzie była „czerwona świetlica”. W czerwonej świetlicy sprawdzali według listy – czy zgadzają się dane. [...] Niezwłocznie zakładali mu kajdanki i wprowadzali do celi, gdzie dokonywano rozstrzelania. Ściany celi też były obite materiałem dźwiękochłonnym. [...] Wprowadzali do celi i strzelali w potylicę. [...] Błochin włożył swoją odzież specjalną: brązową skórzaną czapkę, długi skórzany brązowy fartuch, skórzane brązowe rękawice z mankietami powyżej łokci. Na mnie wywarło to ogromne wrażenie – zobaczyłem kata! [...] Pierwszy raz przywieziono 300 ludzi. Okazało się, że za dużo. Noc była krótka i trzeba było kończyć już o świcie. Następnie zaczęto przywozić po 250. [...] Z waltherów. To dobrze wiem, gdyż przywieźli ich całą walizkę. [...] Okazuje się, że pistolety szybko się zużywają. [...] Cóż, niewielki pokój. [...] Z tej celi było wyjście na podwórko. [...] Tamtędy wyciągali trupy, ładowali na samochód i jechali. [...] Brezentem wszystko się nakrywało. [...] Gdy podniosłem problem robotników potrzebnych do kopania grobów, wyśmiano mnie. Naiwni dziwacy. Koparka potrzebna! [...] Błochin przywiózł ze sobą dwóch operatorów koparki. [...] Każdy, po każdej operacji, ile tam było rozstrzelanych walili do jednej kupy wszystkich, do jednego dołu. [...] To z miesiąc najwidoczniej trwało. [...] A gdy już zakończyli tę całą brudną sprawę, to moskwianie urządzili w swoim wagonie-salonce coś w rodzaju bankietu. [...] Widowisko to było najwidoczniej okropne, skoro Rubanow postradał zmysły, Pawłow, mój zastępca, zastrzelił się, sam Błochin – zastrzelił się. Oto, co to wszystko znaczy.

### Prace ekshumacyjne

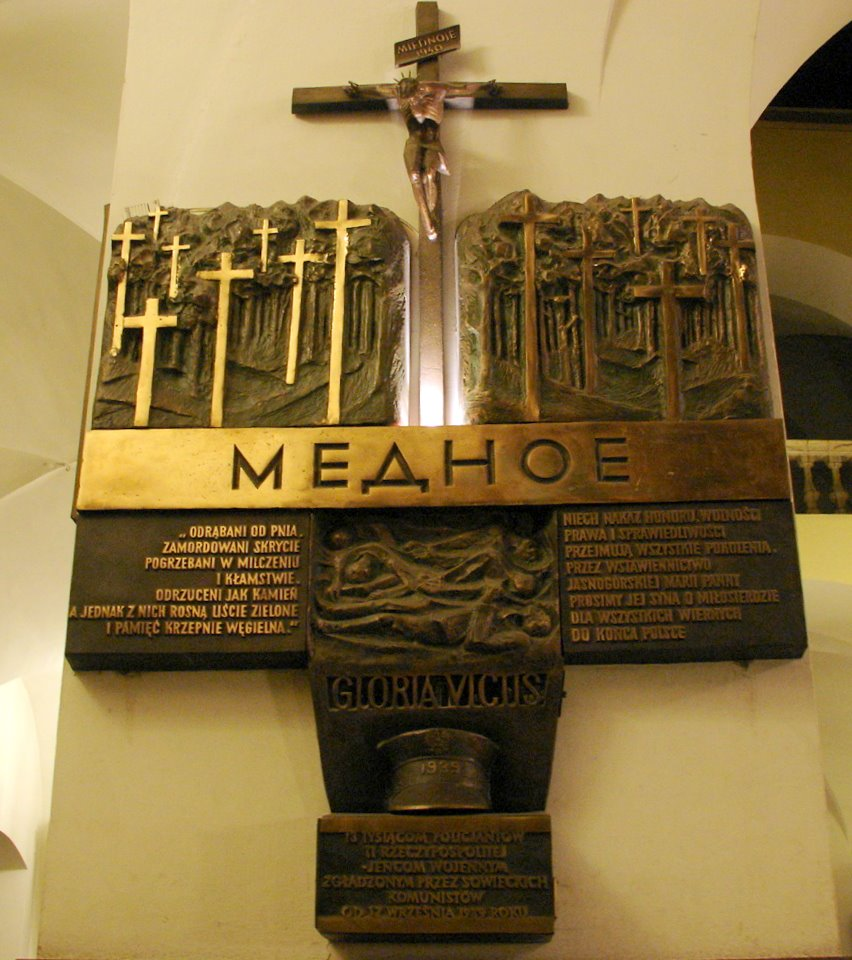
Tablica ku pamięci pomordowanych w Miednoje umieszczona na Jasnej Górze

Miejsce ukrycia zwłok nie było znane do wiosny 1990 roku. Kiedy 13 kwietnia 1990 roku agencja TASS opublikowała oficjalny komunikat władz ZSRR stwierdzający, że za mord katyński odpowiadają „Beria, Mierkułow i ich pomocnicy”, poszukiwania mogił jeńców obozu w Ostaszkowie rozpoczął kaliniński oddział rosyjskiego Stowarzyszenia „Memoriał” – „Twierskoj Memoriał”. Uzyskał on informacje o ukryciu zwłok Polaków w rejonie dacz NKWD w okolicach wsi Jamok i Miednoje. Publikacje prasowe na ten temat ukazały się w „Kalinińskiej Prawdzie”. W początkach lipca 1990 roku szef kalinińskiego KGB poinformował, że we wsi Miednoje odnaleziono groby jeńców obozu w Ostaszkowie, co uzyskało następnie potwierdzenie rzecznika MSZ ZSRR.
W dniach 15–30 sierpnia 1991 roku przeprowadzono czynności ekshumacyjne z udziałem specjalistów i prokuratorów polskich, lokalizując kilka grobów ze szczątkami głównie policjantów na wydzielonym do tych prac obszarze o powierzchni 120 × 80 m. Przeprowadzone w latach 1994–1995 badania sondażowo-ekshumacyjne z udziałem specjalistów Rady Ochrony Pamięci Walk i Męczeństwa doprowadziły do zlokalizowania 23 dołów śmierci ze szczątkami jeńców obozu w Ostaszkowie. Przeniesiono jedynie zwłoki z dwóch mogił przesyconych zawartością szamba postawionego bezpośrednio na mogile.

## Polski Cmentarz Wojenny w Miednoje
W latach 1999–2000 z inicjatywy Rady Ochrony Pamięci Walk i Męczeństwa w Miednoje powstał Polski Cmentarz Wojenny. Ma on łączną powierzchnię 1,7 ha i znajduje się na nim 25 zbiorowych mogił ponad 6,3 tys. jeńców obozu w Ostaszkowie.